# SOIUSA

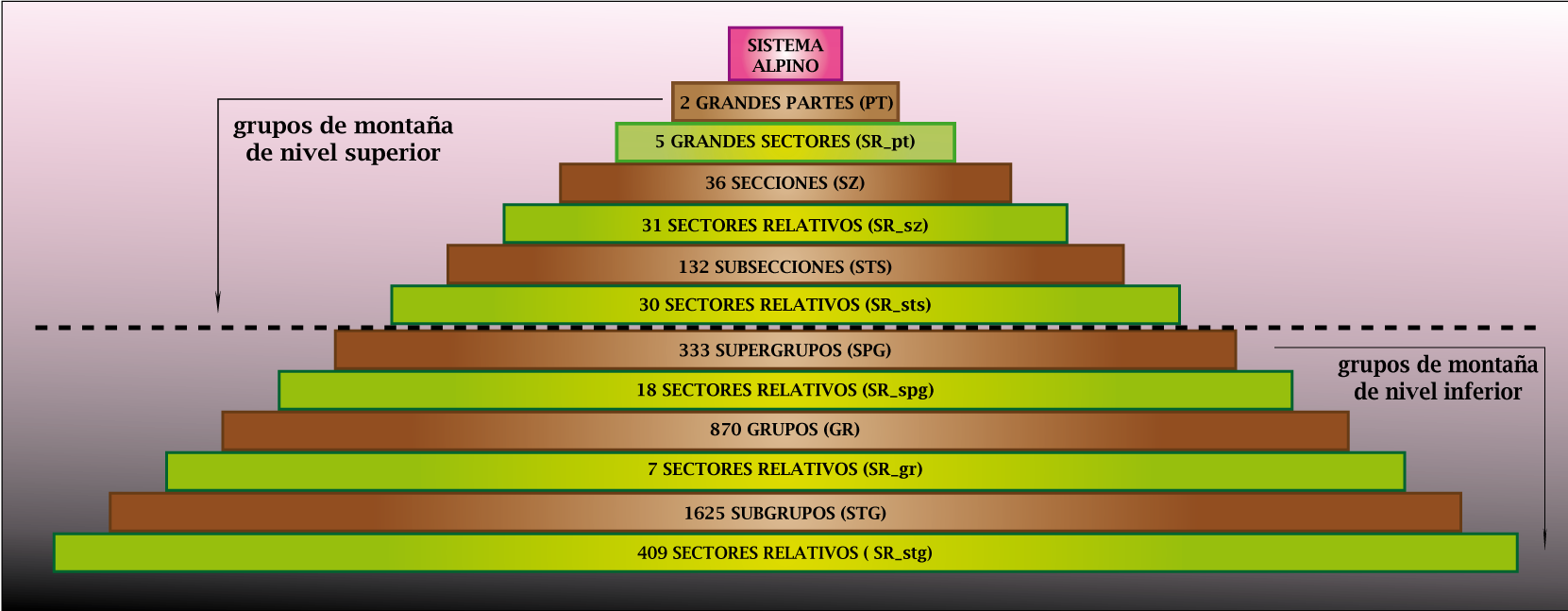
Pirâmide SOIUSA, subdivisão segundo a SOIUSA

SOIUSA é o acrónimo de  Subdivisão Orográfica Internacional Unificada do Sistema Alpino segundo o título original italiano Suddivisione Orografica Internazionale Unificata del Sistema Alpino.
Trata-se de uma explícita proposta, em 2005,  para uma normalização e padronização dos diversos sistemas nacionais de classificação dos maciços alpinos para um sistema internacional, concebido por Sergio Marazzi, investigador italiano e autor de um Atlas Orográfico dos Alpes "SOIUSA" com a colaboração e patrocínio do Clube alpino italiano e numerosos colaboradores, entre eles:
- Prof. Josef Breu - Österreichisches Ost- und Südosteuropa Institut -Viena;
- Prof. Eduard Imhof, cartógrafo na Escola Politécnica Federal de Zurique (ETH);
- Prof. Giuseppe Nangeroni, geógrafo na Universidade Católica do Sagrado Coração de Milão;
- Dr Franz Grassler, coordenador do Alpenvereinseinteilung der Ostalpen

## Estrutura
A SOIUSA adota o conceito de bipartição do sistema alpino, em Alpes Ocidentais e Alpes Orientais,  que substitui a divisão tripartida - Alpes Ocidentais, Alpes Centrais e Alpes Orientais -  por uma hierarquia piramidal multinível sobre a base de escalas e normas idênticas.

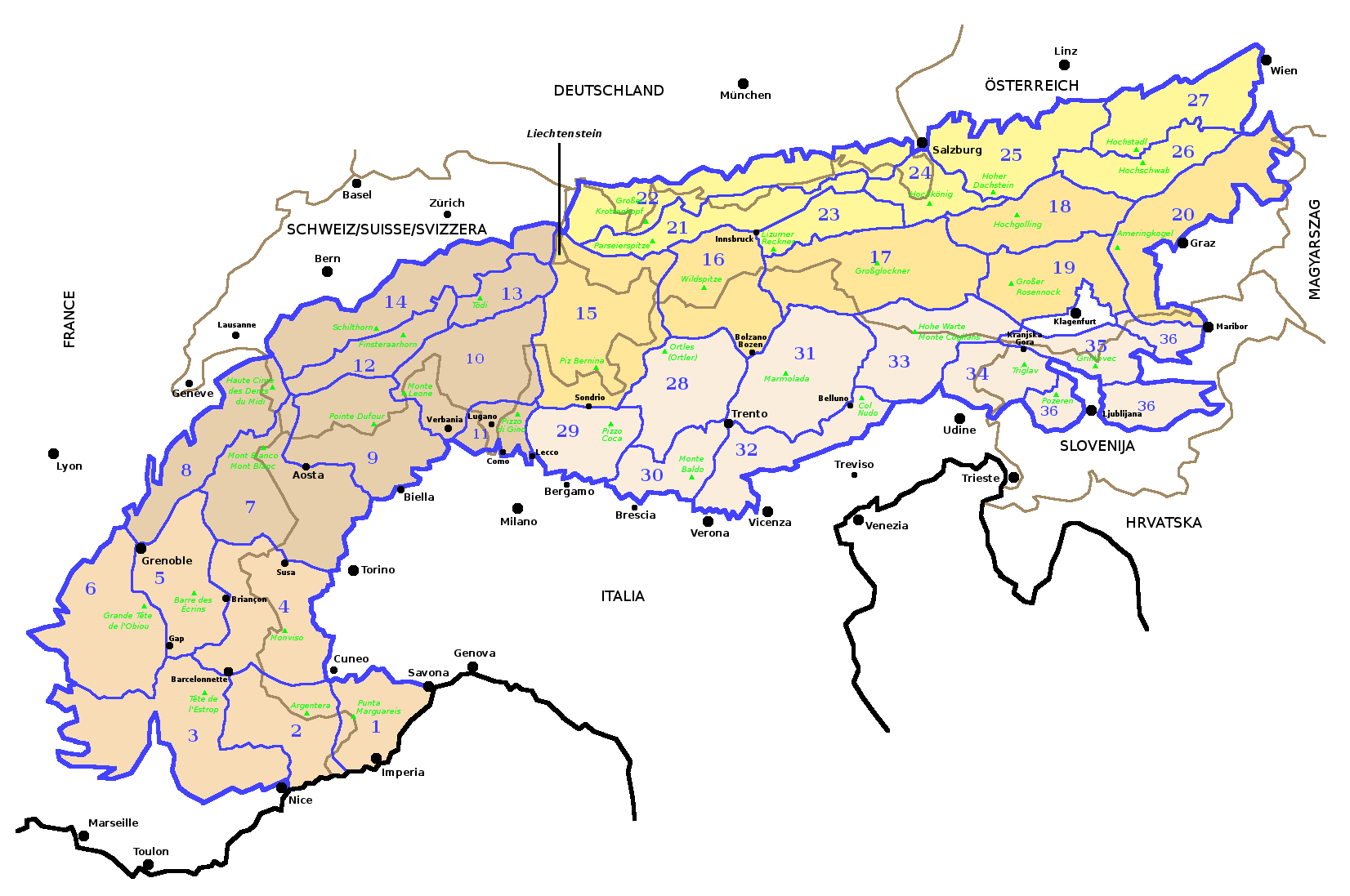
As duas grandes Partes; Alpes Ocidentais e Orientais

Grupos de montanhas de nível superior: fracionado com referências morfológicas e altimétricas, tendo em conta as regiões históricas e geográficas dos Alpes.
A divisão começa com
- 2  Partes  (PT) (it: Parti)
  - #Alpes Ocidentais
  - #Alpes Orientais
- 5 Grandes sectores alpinos, (SR) (it: settori) que se obtêm dividindo a parte ocidental em duas zonas;
  - #Alpes Ocidentais-Norte e #Alpes Ocidentais-Sul,
e a parte oriental em três zonas;
  - #Alpes Orientais-Norte, Alpes Orientais-Centro, e Alpes Orientais-Sul.
- 36 secções (SZ) (it: Sezioni)
- 132 subsecções (STS) (it: sottosezioni)

Grupos de montanha de nível inferior: Divididos com critérios alpinísticos.
- 333 supergrupos (SPG) (it: supergruppi)
- 870 grupos (GR) (it: gruppi)
- 1625 subgrupos (STG) (it: sottogruppi)

Grandes partes, grandes setores, secções e subsecções são individualizados tendo em consideração tanto critérios morfológicos como altimétricos e fitogeográficos das regiões histórico-geográficas alpinas. Supergrupos, grupos e subgrupos são individualizados de acordo com critérios alpinísticos.

## Sectores
Na classificação, por vezes são incluídos sectores intermédios entre os grupos:
- 31 Setores de secção (SR de SZ)
- 30 Setores de subsecção (SR de STS)
- 18 Setores de supergrupos (SR de SPG)
- 7  Setores de grupo (SR de GR)
- 409 Setores de subgrupos (SR de STG)

Esta ulterior subdivisão foi introduzida «para enquadrar melhor os Gebirgsgruppen do AVE der Ostalpen, frequentemente diversos em dimensão, dos grupos alpinos ocidentais, e por não dever excluir nomes usados localmente por alguns reagrupamentos que não se podem enquadrar de outra maneira».
As secções sucessivas seguem o seguinte esquema:
- Denominação da secção (máxima altitude)
  - Denominação da subsecção (nomes dos supergrupos)

A abreviatura iss significa em italiano in senso stretto ("em sentido estrito")  serve para distinguir a denominação de uma subsecção da secção homónima (que deve ser entendida in senso ampio, "em sentido amplo").

## Exemplo
Os parâmetros SOIUSA do Monte Branco  apresentam-se da seguinte maneira:
Parte: Alpes Ocidentais
Grande sector: Alpes Ocidentais-Norte
Secção: Alpes Graios
Subsecção: Alpes do Monte Branco
Supergrupo: Maciço do Monte Branco
Grupo: Grupo do Monte Branco
Subgrupo: Monte Branco
Código: I/B-7.V-B.2.b

## Divisão SOIUSA
A numeração  de 1 a 36 corresponde à numeração de todas as secções alpinas, todas as outras numerações são feitas em relação à subsecção cujo número máximo é de 9 nos Alpes Réticos Ocidentais.

## Alpes Ocidentais

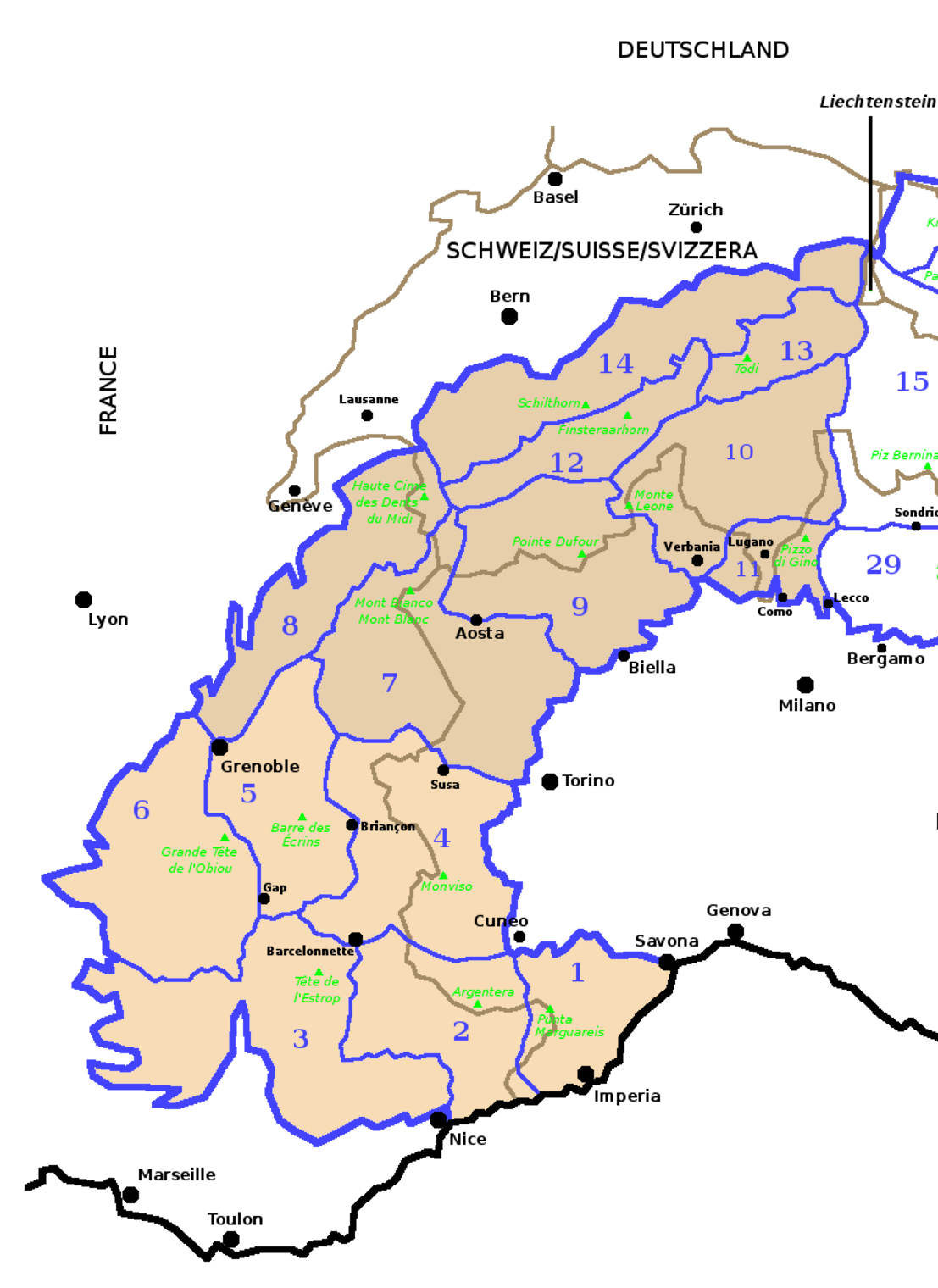
Os Alpes Ocidentais com a divisão em Alpes Ocidentais-Norte (7-14) e Alpes Ocidentais-Sul (1-6)

### Alpes Ocidentais-Sul
Os Alpes Ocidentais-Sul estão divididos em 6 secções alpinas - os n.º 1 a 6 na imagem junta - e 23 subsecções alpinas:
- (1) Alpes Lígures
- (2) Alpes Marítimos e Pré-Alpes de Nice resultantes da reunião da Cordilheira dos Alpes Marítimos com os Pré-Alpes de Nice
- (3) Alpes e Pré-Alpes da Provença resultantes da reunião da Alpes da Provença com os Pré-Alpes da Provença
- (4) Alpes Cócios
- (5) Alpes do Delfinado
- (6) Pré-Alpes do Delfinado

### Alpes Ocidentais-Norte
Os Alpes Ocidentais-Norte estão divididos em 8 Secção alpinas - os n. 7 a 14 na imagem junta -  e em 32 subsecções:
- (7) Alpes Graios
- (8) Pré-Alpes da Saboia
- (9) Alpes Peninos
- (10) Alpes Lepontinos
- (11) Pré-Alpes Luganeses
- (12) Alpes Berneses
- (13) Alpes Glaroneses
- (14) Pré-Alpes suíços

## Alpes Orientais
Os Alpes Orientais, com 22 secções, estão subdivididos em três grupos:

### Alpes Orientais-Norte
Os Alpes Orientais-Norte são formados por 7 secções
- (21) Alpes calcários do Tirol
- (22) Pré-Alpes Bávaros
- (23) Alpes xistosos do Tirol
- (24) Alpes Setentrionais de Salisburgo
- (25) Alpes de Salzkammergut e da Alta Áustria
- (26) Alpes setentrionais da Estíria
- (27) Alpes da Baixa Áustria

### Alpes Orientais-Centro
Os Alpes Orientais-Centro são formados por 6 secções
- (15) Alpes Réticos ocidentais
- (16) Alpes Réticos orientais
- (17) Alpes do Tauern ocidentais
- (18) Alpes do Tauern orientais
- (19) Alpes da Estíria e da Caríntia
- (20) Pré-Alpes da Estíria

### Alpes Orientais-Sul
Os Alpes Orientais-Sul são formados por 9 secções:
- (28) Alpes Réticos meridionais
- (29) Alpes e Pré-Alpes Bergamascos
- (30) Pré-Alpes de Bréscia e de Garda
- (31) Cordilheira das Dolomitas
- (32) Pré-Alpes Vénetos
- (33) Alpes Cárnicos e de Gail
- (34) Alpes e Pré-Alpes Julianos
- (35) Alpes da Caríntia e Eslovenos
- (36) Pré-Alpes Eslovenos